# ポール・ホーガン
ポール・ホーガン（Paul Hogan, 1939年10月8日 - ）は、オーストラリアのコメディアン、俳優である。オーストラリアのニューサウスウェールズ州出身。

## 経歴
テレビのタレントショーへの出演が映画・テレビ界に入るきっかけであったが、それ以前には整備工など様々な仕事についていた。ハーバーブリッジのペンキ塗りをしていたこともある。
1977年より『ポール・ホーガン・ショー』で人気を博す。1986年に『クロコダイル・ダンディー』で映画デビューし、映画がヒット、翌年にはゴールデングローブ賞 主演男優賞 (ミュージカル・コメディ部門)を受賞した。
『クロコダイル・ダンディー』での共演がきっかけで、1990年に女優のリンダ・コズラウスキーと結婚し、息子が一人いる。2014年、「和解しがたい不和」を理由にコズラウスキーからの申し立てにより離婚。
2010年母国オーストラリアに帰国した際税金未払いの疑いでオーストラリアから出国できなくなっていたが、当局との話し合いで合意に至り、出国を許された。

## 主な出演作品
- アンザックス Anzacs (1985)
- クロコダイル・ダンディー "Crocodile" Dundee (1986)
- クロコダイル・ダンディー2 "Crocodile" Dundee II (1988)
- Mr.エンジェル/神様の賭け Almost an Angel (1990)
- フリッパー Flipper (1996)
- クロコダイル・ダンディー in L.A. Crocodile Dundee in Los Angeles (2001) 兼製作